# 4525 Johnbauer
4525 Johnbauer eller 1982 JB3 är en asteroid i huvudbältet som upptäcktes den 15 maj 1982 av de båda amerikanska astronomerna Eleanor F. Helin, Peter D. Wilder och E. M. Shoemaker vid Palomar-observatoriet. Den är uppkallad efter John Bauer.
Asteroiden har en diameter på ungefär 10 kilometer och den tillhör asteroidgruppen Mitidika.